# La Valette-du-Var
La Valette-du-Var (in occitano La Valeta) è un comune francese di 21 461 abitanti situato nel dipartimento del Var della regione della Provenza-Alpi-Costa Azzurra.
Il comune di La Valette-du-Var è gemellato con Somma Lombardo (Va)

## Società

### Evoluzione demografica
Abitanti censiti